# Eoichthyosauria
De Eoichthyosauria zijn een groep Amniota, behorend tot de Ichthyopterygia.
In 1999 bemerkte Ryosuke Motani dat hij een begrip nodig had voor de klade bestaande uit de Grippidia en de Ichthyosauria. Deze klade benoemde hij daarom als de Eoichthyosauria. De naam verbindt die van de Ichthyosauria met een Oudgrieks ἠώς, èoos, 'dageraad', als verwijzing naar de basale oorsprong van de groep.
Motani definieerde de klade als de groep bestaande uit de laatste gemeenschappelijke voorouder van Grippia longirostris en Ichthyosaurus communis; en al zijn afstammelingen.
Motani stelde een diagnose vast van enkele gedeelde nieuwe eigenschappen, synapomorfieën. Het eerste middenhandsbeen heeft geen cilindervormige schacht. De hand is langer dan de bovenliggende delen van de voorpoot. Minstens enkele halswervels hebben dubbele ribkoppen op de nekribben.
De Eoichthyosauria ontstonden in het vroege Trias en stierven uit in het vroege Laat-Krijt.